# Alessandro Gogna
Alessandro Gogna, né à Gênes le 29 juillet 1946, est un ingénieur et alpiniste italien.

## Biographie
À partir de 1968, Alessandro Gogna enchaîne un grand nombre de premières dans les Dolomites et dans le massif du Mont-Blanc, notamment des solitaires et hivernales.
En 1973 il prend part à l'expédition italienne à l'Annapurna I, expédition qui est fatale à Miller Rava et Leo Cerruti. En 1975, il intègre l'expédition dirigée par Riccardo Cassin pour une tentative qui échoue à la face sud du Lhotse. Il abandonne ses autres métiers pour devenir conseiller technique auprès de fabricants de matériel de montagne et organisateur de voyages.

## Ascensions
- 1968 - Première ascension hivernale de la face nord-est du Piz Badile, avec Paolo Armando, Gianni Calcagno, Camille Bournissen, Daniel Troillet et Michel Darbellay
- 1968 - Première ascension en solitaire de l'éperon Walker aux Grandes Jorasses
- 1969 - Première ascension hivernale de la voie des Araignées au Grand Capucin avec Leo Cerruti,
- 1969 - Première solitaire de la voie Devies-Lagarde à la face est du mont Rose
- 1969 - Voie directe au Cervin par le Nez de Zmutt
- 1970 - Voie nouvelle dans la Marmolada di Rocca (3 309 m, Marmolada) avec Alberto Dorigatti, Bruno Allemand et Almo Giambisi
- 1972 - Voie nouvelle à la Brenta Alta (Brenta Dolomites) avec Miller Rava et Aldo Anghileri
- 1972 - Face sud des Grandes Jorasses avec Guido Machetto
- 1972 - Face nord-est de l'aiguille de Leschaux avec Miller Rava

## Publications
- Alessandro Gogna, Les plus beaux sommets du monde, Paris, Arthaud, 2006, 64 p. (ISBN 9782700396720)